# Mistrzostwa Świata w Zapasach 1969
Mistrzostwa Świata w Zapasach 1969 odbyły się w mieście Mar del Plata (Argentyna).

## Tabela medalowa
| Lp. | Państwo           |    |   |   | Razem |
| --- | ----------------- | -- | - | - | ----- |
| 1   | ZSRR              | 10 | 2 | 6 | 18    |
| 2   | Iran              | 3  | 3 | 2 | 8     |
| 3   | Stany Zjednoczone | 2  | 3 | 2 | 7     |
| 4   | Rumunia           | 2  | 1 | 1 | 4     |
| 5   | Japonia           | 2  | 0 | 2 | 4     |
| 6   | Bułgaria          | 1  | 5 | 2 | 8     |
| 7   | Szwecja           | 0  | 1 | 2 | 3     |
| 8   | Finlandia         | 0  | 1 | 1 | 2     |
|     | Jugosławia        | 0  | 1 | 1 | 2     |
| 10  | NRD               | 0  | 1 | 0 | 1     |
|     | Korea Południowa  | 0  | 1 | 0 | 1     |

## Medale

### Mężczyźni

#### Styl wolny
| Konkurencja |                     |                          |                      |
| ----------- | ------------------- | ------------------------ | -------------------- |
| 48 kg       | Ebrahim Dżawadi     | Roman Dmitriew           | Akihiko Umeda        |
| 52 kg       | Rick Sanders        | Mohammad Ghorbani        | Tariel Alibegaszwili |
| 57 kg       | Tadamichi Tanaka    | Don Behm                 | Abutaleb Talebi      |
| 62 kg       | Takeo Morita        | Szamseddin Sejjed Abbasi | Zagaław Abdułbiekow  |
| 68 kg       | Abdollah Mowahhed   | Enju Wyłczew             | Nodar Chochaszwili   |
| 74 kg       | Sarberg Beriaszwili | Wayne Wells              | Seiji Yamagata       |
| 82 kg       | Fred Fozzard        | brak                     | brak                 |
| 90 kg       | Boris Guriewicz     | Rusi Petrow              | Henk Schenk          |
| 100 kg      | Szota Lomidze       | Larry Kristoff           | Wasił Todorow        |
| +100 kg     | Aleksandr Miedwied  | Osman Duralijew          | Abolfazl Anwari      |

#### Styl klasyczny
| Konkurencja |                       |                   |                  |
| ----------- | --------------------- | ----------------- | ---------------- |
| 48 kg       | Gheorghe Berceanu     | Rahim Aliabadi    | Władisław Kustow |
| 52 kg       | Firuz Alizade         | Cornel Turturea   | Iwan Mikailiszin |
| 57 kg       | Rustem Kazakow        | An Han-yeong      | Dave Hazewinkel  |
| 62 kg       | Roman Rurua           | Roland Svensson   | Martti Laakso    |
| 68 kg       | Simion Popescu        | Sreten Damjanović | Jurj Grigoriew   |
| 74 kg       | Wiktor Igumenow       | Eero Tapio        | Matti Poikala    |
| 82 kg       | Petyr Krumow          | Omar Bliadze      | Milan Nenadić    |
| 90 kg       | Aleksander Jurkiewicz | Wenko Cincarow    | Nicolae Neguț    |
| 100 kg      | Nikołaj Jakowienko    | Stefan Petrow     | Lennart Eriksson |
| +100 kg     | Anatolij Roszczin     | Wilfried Dietrich | Petyr Donew      |